# Buster West
Buster West, all'anagrafe James West (Filadelfia, 31 marzo 1901 – Encino, 19 marzo 1966), è stato un attore statunitense.
Soprannominato Buster, diede il suo nome al personaggio di una serie di suoi film.
Nel 1936 è Sylvester S. Somerset jr nella prima di White Horse Inn (Al cavallino bianco) con Kitty Carlisle ed Almira Sessions nel Center Theater di New York.

## Filmografia
- The Dancing Gob, regia di William Watson (1929)
- Marching to Georgie, regia di William Watson (1929)
- Don't Give Up, regia di William Watson (1930)
- A Shotgun Wedding, regia di William Watson (1931)